# ネオバラエティ第4部
ネオバラエティ第4部は、2005年4月4日から2009年10月1日までテレビ朝日で放送していた深夜番組枠のレーベル。

## 概要
月〜木曜日のネオバラエティ第3部終了後、『全力坂』を挟んで25:21 - 25:51に放送。番組により時差ネットを行っている局はあるものの、基本的に同時ネット局は存在しない。
第3部までのネオバラエティ枠と違い、早い時間に昇格など枠移動した番組は一つもなかった。
2009年10月の改編で前々枠の「ネオネオバラエティ」及び前枠の「第3部」が枠終了したことに伴い、この枠も終了したが、同年10月から2012年3月までもこの時間帯で30分番組が放送されている為、便宜上この項で取り上げる。ちなみに木曜の『FUTURE - 』は、枠終了後も枠移動せず2011年12月までこの時間帯で放送を続けていた。
2009年10月から水曜日は25:51 - 25:36と25:36 - 25:51の15分番組を2本放送していたが、2011年4月からはこの枠の後の25:51 - 26:21もレギュラーのバラエティ番組枠になり、この枠の火曜と水曜の番組が新番組導入の関係で水曜日の15分番組は、25:51 - 26:06の15分番組と26:06 - 26:31の25分番組となって移動することになった。この枠の変遷もこの項で取り上げる。
2011年秋の改編でこの枠の火曜日に放送されていた『マツコ&有吉の怒り新党』は水曜ネオバラエティー枠に、また水曜日に放送されていた『関ジャニの仕分け∞』は土曜日の19:54 - 20:51枠にそれぞれ昇格することになった。
2012年4月より、25:21からの旧ネオバラエティ第4部に当たる前半枠と、25:51からの後半枠を総称して『ネオバラ2』という枠名称になった。

## 番組の移り変わり
太字はBS朝日でも放送された番組

### 25:21 - 25:51枠
2009年10月以降は、正確にはネオバラエティ第4部扱いではない。
| 放送期間                | 火曜日（月曜深夜）          | 水曜日（火曜深夜）            | 木曜日（水曜深夜）    | 木曜日（水曜深夜）    | 金曜日（木曜深夜） |
| ----------------------- | --------------------------- | ----------------------------- | --------------------- | --------------------- | ------------------ |
| 2005年04月 - 2005年09月 | スター開発プロジェクト      | やぐちひとり                  | カリスマスクール      | カリスマスクール      | 創造市場           |
| 2005年10月 - 2006年03月 | 女優開発プロジェクト ××プロ | やぐちひとり                  | 龍虎飯店              | 龍虎飯店              | 創造市場           |
| 2006年04月 - 2006年06月 | DD-BOYS                     | やぐちひとり                  | スイナイ!             | スイナイ!             | FUTURE TRACKS→R    |
| 2006年07月 - 2006年09月 | DD-BOYS                     | やぐちひとり                  | Hi Hi PUFFY部         | Hi Hi PUFFY部         | FUTURE TRACKS→R    |
| 2006年10月 - 2007年03月 | 恋愛百景                    | やぐちひとり                  | カチンコ!             | カチンコ!             | FUTURE TRACKS→R    |
| 2007年04月 - 2007年09月 | 恋愛百景                    | やぐちひとり(C)               | オモ☆さん             | オモ☆さん             | FUTURE TRACKS→R    |
| 2007年10月 - 2008年03月 | 恋愛百景                    | やぐちひとり(C)               | 週刊プレイガール      | 週刊プレイガール      | FUTURE TRACKS→R    |
| 2008年04月 - 2008年09月 | 恋愛百景                    | やぐちひとり(C)               | ぷりてぃうーまん      | ぷりてぃうーまん      | FUTURE TRACKS→R    |
| 2008年10月 - 2009年03月 | 恋愛百景                    | やぐちひとり(C)               | 女神系GOLF            | 女神系GOLF            | FUTURE TRACKS→R    |
| 2009年04月 - 2009年09月 | 恋愛百景                    | やぐちひとり(C)               | 熱血!!ゴルフ女子部    | 熱血!!ゴルフ女子部    | FUTURE TRACKS→R    |
| 2009年10月 - 2009年12月 | THE STREET FIGHTERS         | 秘密結社鷹の爪 カウントダウン | 24CH△NNEL             | 関パニ                | FUTURE TRACKS→R    |
| 2010年01月 - 2010年03月 | THE STREET FIGHTERS         | 落語者                        | 24CH△NNEL             | 関パニ                | FUTURE TRACKS→R    |
| 2010年04月              | THE STREET FIGHTERS         | （単発枠）                    | 学生HEROES!           | ゆきっちF.C.          | FUTURE TRACKS→R    |
| 2010年05月              | THE STREET FIGHTERS         | さきっちょ☆                   | 学生HEROES!           | ゆきっちF.C.          | FUTURE TRACKS→R    |
| 2010年06月 - 2011年03月 | THE STREET FIGHTERS         | さきっちょ☆                   | 学生HEROES!           | すっぽんの女たち      | FUTURE TRACKS→R    |
| 2011年04月 - 2011年09月 | THE STREET FIGHTERS         | マツコ&有吉の怒り新党         | 関ジャニの仕分け∞     | 関ジャニの仕分け∞     | FUTURE TRACKS→R    |
| 2011年10月 - 2011年12月 | THE STREET FIGHTERS         | SOFTくりぃむ                  | クイズ!スピードキング | クイズ!スピードキング | FUTURE TRACKS→R    |
| 2012年01月 - 2012年03月 | musicる TV                  | SOFTくりぃむ                  | クイズ!スピードキング | クイズ!スピードキング | Break Out          |

### 25:51 - 26:21枠
水曜のみ前半は15分番組だが後半の『すっぽんの女たち2』が25分番組だったため、25:51 - 26:06と26:06 - 26:31に区切られていた。
| 放送期間                | 火曜日（月曜深夜）              | 水曜日（火曜深夜）                    | 木曜日（水曜深夜） | 木曜日（水曜深夜）                                                   | 金曜日（木曜深夜） |
| ----------------------- | ------------------------------- | ------------------------------------- | ------------------ | -------------------------------------------------------------------- | ------------------ |
| 2011年04月 - 2011年09月 | 劇団ひとりの 新番組を考える会議 | さきっちょ☆                           | 学生HEROES!        | すっぽんの女たち2 ↓ すっぽんの女たち ↓ すっぽんの女たち 〜巣に帰る〜 | 今月のMVP          |
| 2011年10月 - 2012年03月 | マニュアル劇団                  | 私のホストちゃん 〜しちにんのホスト〜 | 学生HEROES!        | すっぽんの女たち2 ↓ すっぽんの女たち ↓ すっぽんの女たち 〜巣に帰る〜 | アタラシーノ       |

### 枠移動
ストリートファイターズ - 2009年10月に木曜第3部から降格
さきっちょ☆ - 2011年4月に火曜25:51 - 26:21枠に移動
学生才能発掘バラエティ 学生HEROES! - 2011年4月に水曜25:51 - 26:06枠に移動
すっぽんの女たち - 2011年4月に『すっぽんの女たち2』に改題し、水曜26:06 - 26:31枠に移動
マツコ&有吉の怒り新党 - 2011年10月に水曜ネオバラ枠に昇格
関ジャニの仕分け∞ - 2011年10月に土曜20時台に移動